# بازی‌های عاشقانه سیندی
بازی‌های عاشقانهٔ سیندی (انگلیسی: Cindy's Love Games) با نامِ اصلیِ عشاقِ من (ایتالیایی: Amanti miei) یک فیلم کمدی سکسی سبک ایتالیایی به کارگردانی آلدو گریمالدی است که در سال ۱۹۷۹ منتشر شد. از بازیگران فیلم می‌توان به سیندی لدبتر، واسیلی کاریس، موریس پولی و کارلو د میو اشاره کرد.